# Rätisches Grauvieh

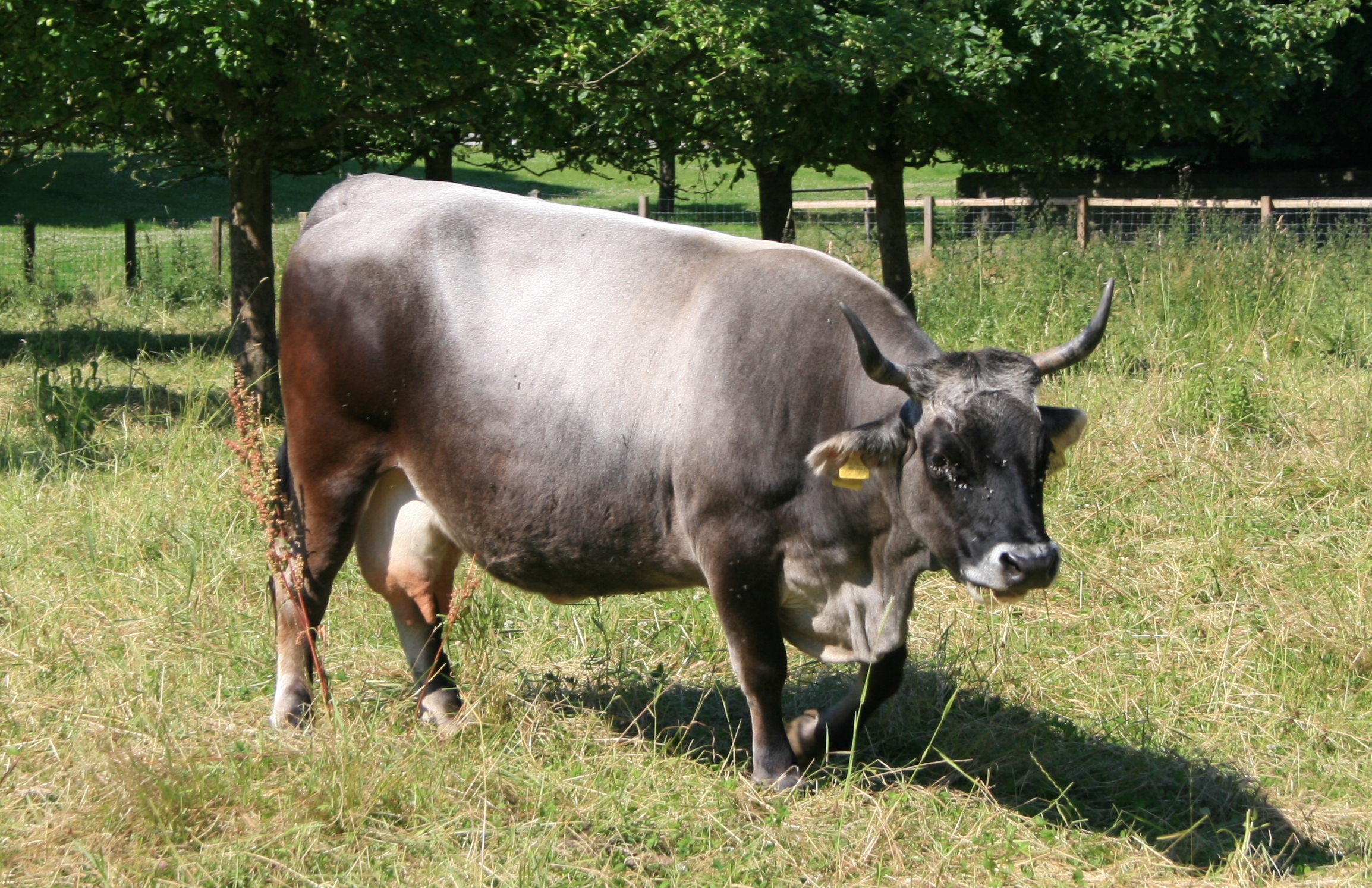
Rätisches Grauvieh

Das Rätische Grauvieh ist eine kleinrahmige Rasse des Hausrindes, die ihren Namen von der altrömischen Provinz Rätia herleitet.

## Typ
Ursprünglich konnte man beim Rätischen Grauvieh einen leichteren Albula-Typ und einen etwas schwereren Oberländer-Typ unterscheiden. Sowohl in den Farben als auch in der Form unterschieden sich die Tiere oft erheblich. Sie waren Dreinutzungstiere, also als Arbeitstier sowie für die Milch- und Fleischproduktion geeignet. Es ist kleiner und leichter als das Tiroler Grauvieh.

## Geschichte
Häufig führt man die Ursprünge der Rasse auf Kreuzungen zur Zeit der Völkerwanderung zurück. Durch die verschiedenen Kulturen, die im Bündnerland in den Jahrhunderten miteinander in Kontakt kamen, wurde auch deren Vieh miteinander gekreuzt. Bis vor hundert Jahren war das Rätische Grauvieh in Graubünden noch häufig anzutreffen. Um das Jahr 1920 verschwand der Rassetyp in der Schweiz durch Kreuzung mit Braunvieh; einzelne Tiere des Albula-Typs gab es aber noch im Oberengadin. Da sich die Rasse im Tirol bis heute halten konnte, wurden auf Initiative von ProSpecieRara Tiere in die Schweiz eingeführt, so dass die Rasse heute auch dort wieder vorkommt.